# Parafia św. Anny w Hawierzowie
Parafia Świętej Anny w Hawierzowie – parafia rzymskokatolicka znajdująca się w Hawierzowie, w dzielnicy Miasto, na obszarze dawnego Szumbarku, w kraju morawsko-śląskim w Czechach. Należy do dekanatu Karwina diecezji ostrawsko-opawskiej.

## Historia
Pierwsza pisemna wzmianka o kościele w Szumbarku pochodzi z 1527, a następna z 1596. Był to kościół drewniany pw. św. Katarzyny i śś. Piotra i Pawła, leżący w pobliżu dworu, na północ od niego. W okresie Reformacji kościół został przejęty przez ewangelików. 25 marca 1654 został im odebrany przez specjalną komisję. Przez następne stulecia był kościołem filialnym parafii w Błędowicach. W 1823 kościół ten został zniszczony przez pożar. Przez następne 22 lata Szumbark nie posiadał kościoła. Kamień węgielny pod budowę nowego murowanego kościoła położono w 1841. Obiekt ukończono w 1845, kiedy poświęcił go św. Annie cieszyński wikariusz generalny ks. dr Mateusz Opolski z Bielska.
W 1947 rozpoczęto budowę pierwszych osiedli górniczych na terenie Szumbarku. W ciągu kilku następnych lat nastąpił znaczny rozwój urbanistyczny wspomnianych terenów, a dnia 4 grudnia 1955 decyzją rządu czechosłowackiego ogłoszono powstanie nowego miasta - Haviřova (Hawierzowa). W latach 1967–1971 kościół filialny św. Anny rozbudowano i uzyskał on swój obecny wygląd. Samodzielną parafię przy kościele erygował arcybiskup ołomuniecki Jan Graubner w 1993.